# Loxodon macrorhinus
El tiburón ojuelo (Loxodon macrorhinus ) es una especie de tiburón de la familia carcharhinidae.

## Morfología
Los machos pueden alcanzar los 98 cm de longitud total.

## Distribución geográfica
Se encuentra desde el Mar Rojo y África Oriental hasta Indonesia, Japón y Australia.